# هيلموت كراوس
هيلموت كراوس (بالألمانية: Helmut Krauss)‏ (و. 1941 – 2019 م) هو مؤدي أصوات، وممثل مسرحي، وممثل أفلام ألماني، ولد في آوغسبورغ، توفي في غوسلار، عن عمر يناهز 78 عاماً.

## وصلات خارجية
- هيلموت كراوس على موقع IMDb (الإنجليزية)
- هيلموت كراوس على موقع ألو سيني (الفرنسية)
- هيلموت كراوس على موقع ميوزك برينز (الإنجليزية)
- هيلموت كراوس على موقع أول موفي (الإنجليزية)
- هيلموت كراوس على موقع قاعدة بيانات الفيلم (الإنجليزية)
- هيلموت كراوس على موقع كينوبويسك (الروسية)